# Incrustação
Incrustações são os depósitos que se formam no interior das tubagens (br:tubulações), devido à fixação de substâncias em suspensão e da precipitação de sólidos dissolvidos que se transformam em sólidos insolúveis devido ao aumento da temperatura.

## Ver também

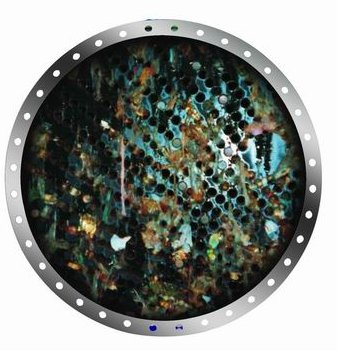
Trocador de calor de uma central de energia a vapor apresentando macroincrustações
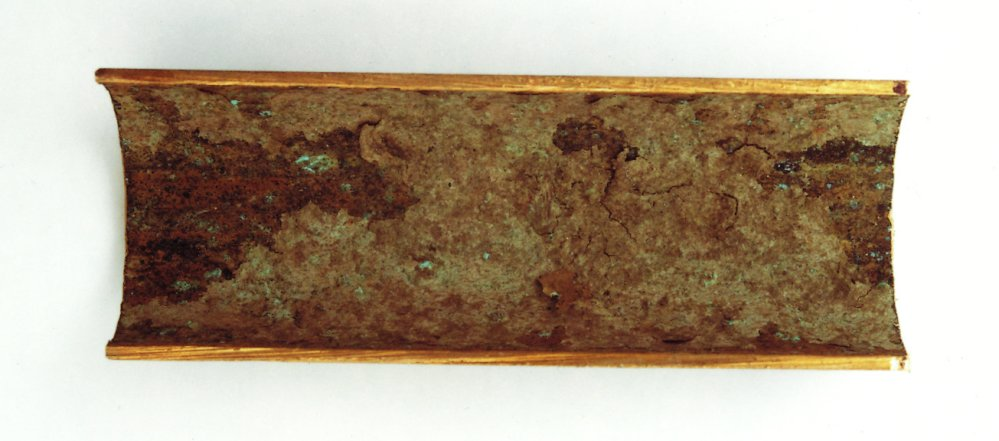
Condensador de turbina a vaport apresentando resíduos de incrustação biológica
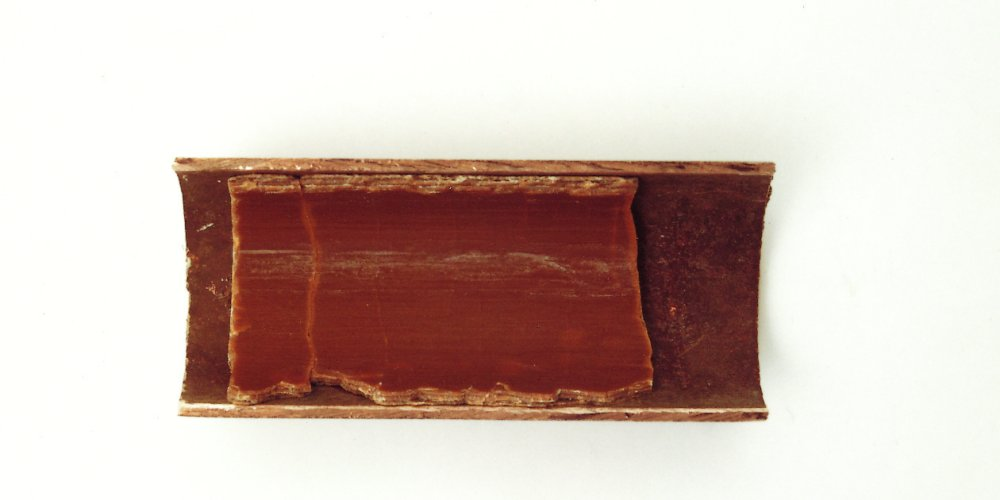
Condensador com incrustação de carbonato de calcio
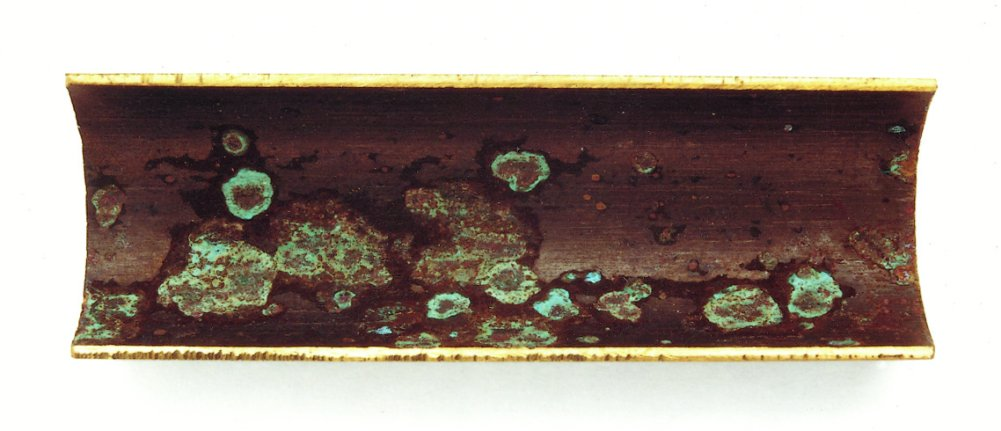
Tubulação de latão com traços de corrosão